# Cycas lacrimans
Cycas lacrimans — вид саговників, ендемічний для Мінданао, Філіппіни.

## Поширення
Cycas lacrimans знайдений у провінції Східне Давао, Мінданао.